# Таскулак
Таскулак (каз. Тасқұлақ, до 199? г. — Коммунизм) — село в Сарыагашском районе Туркестанской области Казахстана. Входит в состав Капланбекского сельского округа. Находится примерно в 11 км к востоку от районного центра, города Сарыагаш. Код КАТО — 515469600.

## Население
В 1999 году население села составляло 1742 человека (907 мужчин и 835 женщин). По данным переписи 2009 года, в селе проживали 1623 человека (807 мужчин и 816 женщин).